# سجل الأمم المتحدة للأضرار الناجمة عن بناء الجدار في الأرض الفلسطينية المحتلة
سجل الأمم المتحدة للأضرار الناجمة عن بناء الجدار في الأرض الفلسطينية المحتلة (اختصارًا UNRoD) هو هيئة تابعة للجمعية العامة للأمم المتحدة. مهمتها تكمن في تسجيل الأضرار التي لحقت بجميع الأشخاص الطبيعيين والمعنويين نتيجة لبناء الجدار الإسرائيلي في الضفة الغربية من قبل الكيان الصهيوني في الأراضي الفلسطينية، و حول القدس الشرقية. مكاتبها مقرها في مكتب الأمم المتحدة في فيينا في فيينا، النمسا.
تأسست UNRoD في يناير 2007، في الدورة الاستثنائية الطارئة العاشرة للجمعية العامة للأمم المتحدة، من خلال القرار ES-10/17 للجمعية العامة.